# 日立市かみね公園

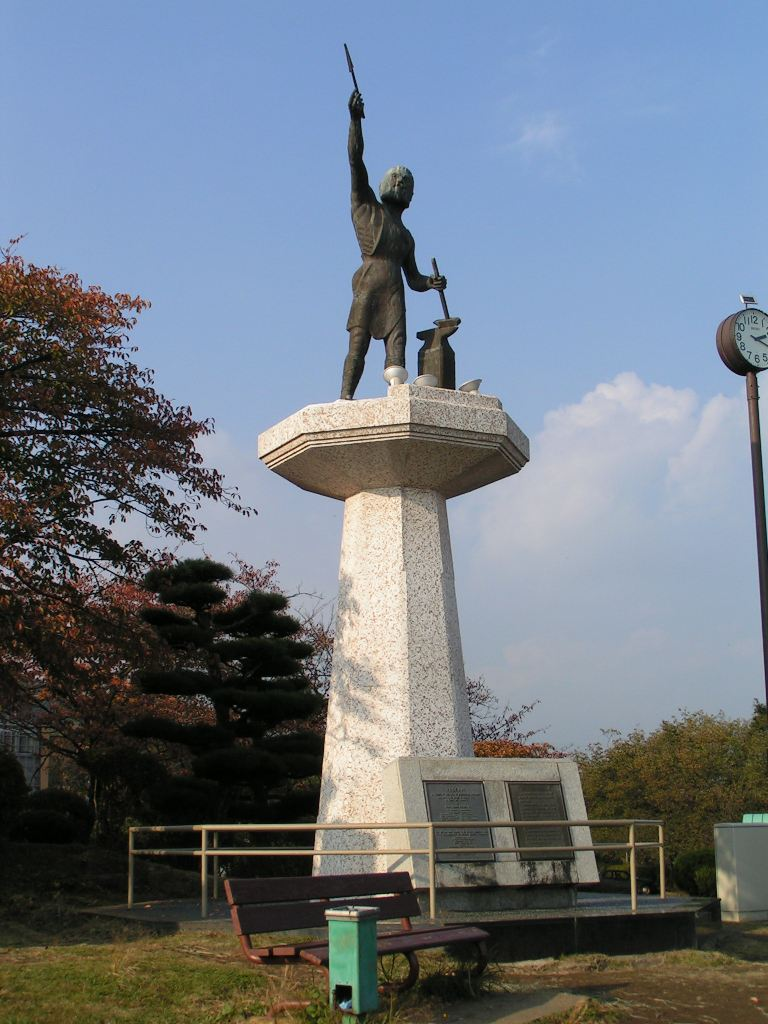
公園内にあるバルカン像

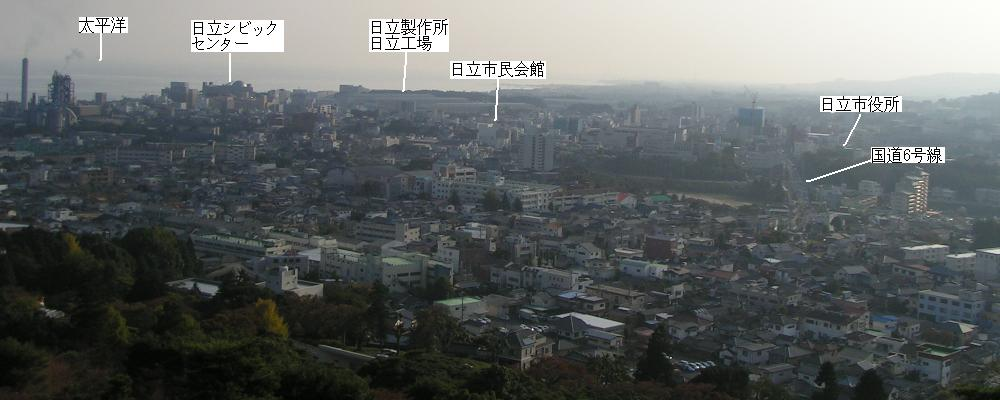
かみね公園の展望台から見た日立市

日立市かみね公園（ひたちしかみねこうえん）は、茨城県日立市にある公園。平和通りと共に日本さくら名所100選に選定されている。運営は公益財団法人 日立市公園協会。

## 沿革
- 1957年（昭和32年） - 動物園・遊園地が開園[1][2]。
- 1975年（昭和50年） - 日立市郷土博物館が開館[2]。
- 1976年（昭和51年） - 運営管理者の変更。日立市から日立市公園協会へ無償譲渡される[2]。
- 1983年（昭和58年） - レジャーランドが開園、かみね市民プールが開館[2]。
- 2004年（平成16年） - 吉田正音楽記念館が開館[2]。
- 2019年（令和元年）9月5日　- かみね公園の夜景が日本夜景遺産「自然夜景遺産」に認定される[3][4]。
- 2020年（令和2年）6月 - 日立市が「かみね公園活性化基本構想」を策定[5]。
- 2021年（令和3年）9月 - 日立市が「かみね公園活性化基本計画」を策定[6]。
- 2023年（令和5年）
  - 4月13日・14日　- 展望台の安全柵の補修工事を実施。一部の南京錠を撤去[7]。
  - 9月8日 - 令和5年台風13号により、余熱利用設備である配管が損壊し、「ホリゾンかみね」及び「かみね市民プール」が当面の間臨時休館に[8]。

## 施設内容

### かみねゆうえんち
日立市かみね公園内にある、市営の遊園地。
遊園地内にある遊具は以下の通り。
- 回転ボート
  - 船の形をした乗り物。水に浮かび、水路を一周する。
- コーヒーカップ
- アニマルサーカス
  - 東京ディズニーランドにあるダンボに似た遊具。
- ブルートレイン 「カーミー号」
- 観覧車
- メリーゴーランド
- ピエロタワー
  - 回転ブランコである。
- フワフワパンダ
  - パンダの形をした屋外にあるエアードームである。
- ボールプール
- バッテリーカー

### かみねレジャーランド
日立市かみね公園内にある、市営の遊園地。フィールドアスレチック施設の跡地に設置され、1983年4月5日にオープンした。
- ドリームコースター
- スカイトレイン
- 大観覧車（通常型・シースルー型）
- ファイヤーバード
- パラトルーパー
- パールスレー
- ゴーカート（一人乗り・二人乗り）
- スカイサイクル
- ビックリハウス
- ファンハウス（2023年8月31日営業終了[10][11]）
- おとぎ列車
- チャイルドプレーン
- メリーゴーランド
- ダックス
- バッテリーカー

### 日立市かみね市民プール
かみね公園内にあるごみの焼却の際に発生する熱を利用した温水プールである。1983年1月に完成。
- 屋内プール
- 屋外プール

### 日立市ホリゾンかみね
地上には会議室や研修室、地下にはサウナ、浴室、トレーニングルームがある。

## イベント
- かみね公園スプリングフェスティバル（3月～4月頃）[12]
- 日立さくらまつり（4月上旬）[13]
- あんどんまつり（7月28日～8月19日）

## アクセス
- 常磐自動車道日立中央ICから、日立有料道路、茨城県道36号日立山方線経由国道6号をいわき方面へ約3分
- JR常磐線日立駅より日立電鉄交通サービスバスで10分、「かみね公園口」下車